# Waterhol

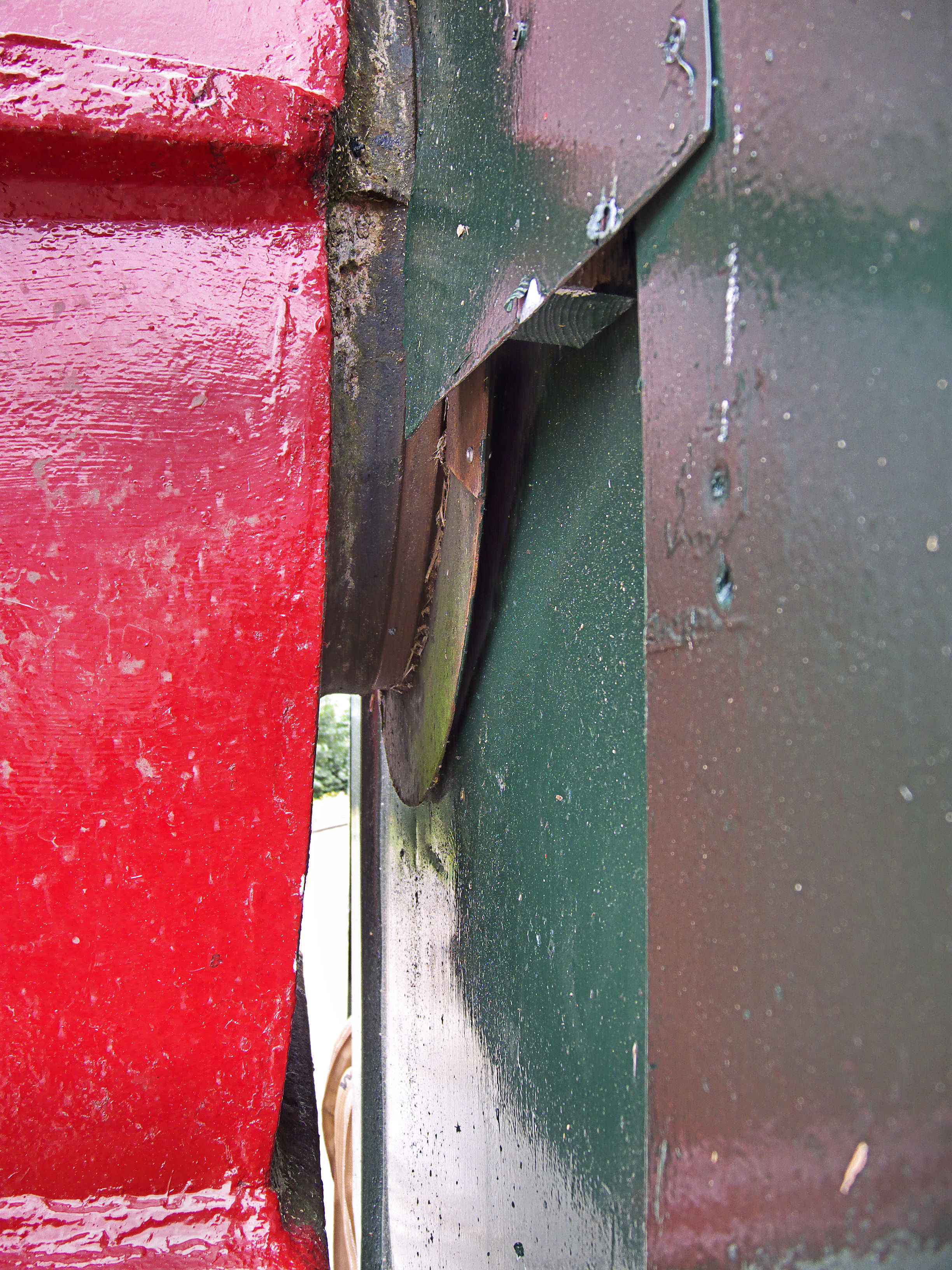
Waterhol bij de askop van een molen

Een waterhol of druiphol is een groef aan de onderzijde van uitstekende geveldelen zoals raamdorpels. Hij voorkomt dat regenwater dat op de dorpel, het boven- of onderstuk van een kozijn, valt langs de onderzijde terug naar de muur loopt.

## Werking
Water stroomt (en valt) van bovenaf de dorpel op en loopt naar de rand toe. Bij de rand aangekomen blijven sommige druppels hangen, en trekken dan langs de onderkant van de dorpel naar de muur toe, ten gevolge van adhesie tussen het water en de dorpel. Het waterhol voorkomt dat. Het is een groef waarin de druppels even omhoog zouden moeten om daar voorbij te geraken en verder naar de muur te trekken. Als gevolg van de zwaartekracht lukt dit echter niet: ze blijven steken, groeien aan, en vallen af.
In plaats van een waterhol kan er ook een lekdorpel of lekrand aangebracht worden. Dat is een (dorpel met een) afhangende rand waar de druppels onderaan af vallen.